# Viola Reggio Calabria 1968-1969
Questa voce raccoglie le informazioni riguardanti la Cestistica Piero Viola nelle competizioni ufficiali della stagione 1968-1969.

## Risultati

### Serie C
La Cestistica Piero Viola verrà inserita nel girone D concludendo la stagione al 11º e ultimo posto del suo raggruppamento ottenendo 6 vittorie e 12 sconfitte e una differenza canestri di -58. A causa rinuncia della Pallacanestro Latina la squadra non retrocede in Serie D ma viene ammessa nella Serie C dell'anno successivo.

### Coppa Italia
La squadra in questa stagione vede la sua prima partecipazione alla Coppa nazionale giunta quell'anno alla sua seconda edizione. La Cestistica Piero Viola arriverà fino alla Seconda Fase venendo sconfitta in casa dalla Forze Armate Roma 39-50.
Prima Fase
| Reggio Calabria 13 ottobre 1968 Primo Turno | Pallacanestro Viola | 51 – 38 | Jolly Reggio Calabria |  |

| Siracusa 20 ottobre 1968 Primo Turno | Siracusa | 48 – 101 | Pallacanestro Viola |  |

Seconda Fase
| Reggio Calabria 27 ottobre 1968 | Pallacanestro Viola | 39 – 50 | Forze Armate Roma |  |